# Teresa Emanuela di Baviera
Teresa Emanuela di Baviera (Theresia Emmanuela Maria Anna Magdalena Franziska von Paola Walburga von Bayern; Monaco di Baviera, 22 luglio 1723 – Francoforte sul Meno, 27 marzo 1743) era figlia di Ferdinando Maria Innocenzo di Baviera e di Maria Anna Carolina del Palatinato-Neuburg, non si sposò mai.

## Biografia

### Infanzia
Nacque come unica figlia femmina del feldmaresciallo Imperiale Ferdinando Maria Innocenzo di Baviera e di sua moglie Maria Anna Carolina del Palatinato-Neuburg, figlia del conte palatino Filippo Guglielmo Augusto del Palatinato. Il nonno di Teresa Emanuela era l'elettore bavarese Massimiliano II Emanuele.
Suo fratello senza figli, Clemente Francesco di Paola di Baviera, fu considerato il principe ereditario bavarese dal 1745 fino alla sua morte nel 1770 e, dopo la morte dello stesso elettore senza figli Massimiliano III, Giuseppe di Baviera gli succedette. Dal 1742 sposò Maria Anna del Palatinato-Sulzbach, figlia di Giuseppe Carlo del Palatinato-Sulzbach e nipote dell'elettore palatino Carlo III Filippo.

### Vita successiva
Il 29 gennaio 1742 Teresa Emanuela arrivò a Francoforte sul Meno per partecipare all'incoronazione dello zio Carlo VII il 12 febbraio 1742. La principessa rimase in città fino alla sua morte. Durante l'incoronazione nella Cattedrale di Francoforte, ha trasportato lo strascico dell'imperatrice Maria Amalia, insieme alla cognata Maria Anna del Palatinato-Sulzbach e alla di lei sorella Maria Francesca del Palatinato-Sulzbach. 
Il 15 ottobre 1742, lei e sua cugina Teresa Benedetta di Baviera, insieme alla coppia imperiale, celebrarono il loro onomastico e presero tutti il servizio nella chiesa carmelitana di Francoforte.

### Morte
La principessa Teresa Emanuela era  nubile ed è morta all'età di 19 anni a Francoforte sul Meno per varicella o vaiolo, si  pensa che quest'ultimo abbia ucciso la principessa.
Fu sepolta nella chiesa carmelitana di Heidelberg, nella cripta dei suoceri di suo fratello; dopo l'abolizione del monastero, la sua bara fu trasferita nella chiesa Michaelskirche a Monaco di Baviera nel 1805.
La cugina Teresa Benedetta di Baviera morì due giorni dopo, sempre a Francoforte, della stessa malattia; fu sepolta nella chiesa carmelitana di Heidelberg.
L'imperatore Carlo VII pianse entrambe in una lettera datata 29 marzo 1743 a suo fratello, il vescovo Giovanni Teodoro di Baviera.

## Ascendenza
|                                            |                                  |                                             | Genitori                                  |  |  | Nonni |  |  | Bisnonni                    |  |  | Trisnonni                 |  |
|                                            |                                  |                                             |                                           |  |  |       |  |  | Ferdinando Maria di Baviera |  |  | Massimiliano I di Baviera |  |
|                                            |                                  |                                             |                                           |  |  |       |  |  | Ferdinando Maria di Baviera |  |  | Massimiliano I di Baviera |  |
|                                            |                                  | Maria Anna d'Asburgo                        |                                           |  |  |       |  |  | Ferdinando Maria di Baviera |  |  |                           |  |
| Massimiliano II Emanuele di Baviera        |                                  |                                             |                                           |  |  |       |  |  | Ferdinando Maria di Baviera |  |  |                           |  |
|                                            |                                  | Enrichetta Adelaide di Savoia               | Vittorio Amedeo I di Savoia               |  |  |       |  |  |                             |  |  |                           |  |
|                                            |                                  | Enrichetta Adelaide di Savoia               | Vittorio Amedeo I di Savoia               |  |  |       |  |  |                             |  |  |                           |  |
|                                            |                                  | Enrichetta Adelaide di Savoia               | Maria Cristina di Borbone-Francia         |  |  |       |  |  |                             |  |  |                           |  |
| Ferdinando Maria Innocenzo di Baviera      |                                  | Enrichetta Adelaide di Savoia               |                                           |  |  |       |  |  |                             |  |  |                           |  |
|                                            |                                  | Giovanni III Sobieski                       | Jakub Sobieski                            |  |  |       |  |  |                             |  |  |                           |  |
|                                            |                                  | Giovanni III Sobieski                       | Jakub Sobieski                            |  |  |       |  |  |                             |  |  |                           |  |
|                                            |                                  | Giovanni III Sobieski                       | Zofia Teofillia Daniłowicz                |  |  |       |  |  |                             |  |  |                           |  |
| Teresa Cunegonda Sobieska di Polonia       |                                  | Giovanni III Sobieski                       |                                           |  |  |       |  |  |                             |  |  |                           |  |
|                                            |                                  | Maria Casimira Luisa de la Grange d'Arquien | Henri Albert de La Grange d'Arquien       |  |  |       |  |  |                             |  |  |                           |  |
|                                            |                                  | Maria Casimira Luisa de la Grange d'Arquien | Henri Albert de La Grange d'Arquien       |  |  |       |  |  |                             |  |  |                           |  |
|                                            |                                  | Maria Casimira Luisa de la Grange d'Arquien | Françoise de la Châtre                    |  |  |       |  |  |                             |  |  |                           |  |
| Teresa Emanuela di Baviera                 |                                  | Maria Casimira Luisa de la Grange d'Arquien |                                           |  |  |       |  |  |                             |  |  |                           |  |
|                                            | Filippo Guglielmo del Palatinato | Volfango Guglielmo del Palatinato-Neuburg   |                                           |  |  |       |  |  |                             |  |  |                           |  |
|                                            | Filippo Guglielmo del Palatinato | Volfango Guglielmo del Palatinato-Neuburg   |                                           |  |  |       |  |  |                             |  |  |                           |  |
|                                            | Filippo Guglielmo del Palatinato | Maddalena di Baviera                        |                                           |  |  |       |  |  |                             |  |  |                           |  |
| Filippo Guglielmo Augusto del Palatinato   | Filippo Guglielmo del Palatinato |                                             |                                           |  |  |       |  |  |                             |  |  |                           |  |
|                                            |                                  | Elisabetta Amalia d'Assia-Darmstadt         | Giorgio II d'Assia-Darmstadt              |  |  |       |  |  |                             |  |  |                           |  |
|                                            |                                  | Elisabetta Amalia d'Assia-Darmstadt         | Giorgio II d'Assia-Darmstadt              |  |  |       |  |  |                             |  |  |                           |  |
|                                            |                                  | Elisabetta Amalia d'Assia-Darmstadt         | Sofia Eleonora di Sassonia                |  |  |       |  |  |                             |  |  |                           |  |
| Maria Anna Carolina del Palatinato-Neuburg |                                  | Elisabetta Amalia d'Assia-Darmstadt         |                                           |  |  |       |  |  |                             |  |  |                           |  |
|                                            |                                  | Giulio Francesco di Sassonia-Lauenburg      | Giulio Enrico di Sassonia-Lauenburg       |  |  |       |  |  |                             |  |  |                           |  |
|                                            |                                  | Giulio Francesco di Sassonia-Lauenburg      | Giulio Enrico di Sassonia-Lauenburg       |  |  |       |  |  |                             |  |  |                           |  |
|                                            |                                  | Giulio Francesco di Sassonia-Lauenburg      | Anna Maddalena von Popel-Lobkowicz        |  |  |       |  |  |                             |  |  |                           |  |
| Anna Maria Francesca di Sassonia-Lauenburg |                                  | Giulio Francesco di Sassonia-Lauenburg      |                                           |  |  |       |  |  |                             |  |  |                           |  |
|                                            |                                  | Edvige del Palatinato-Sulzbach              | Cristiano Augusto del Palatinato-Sulzbach |  |  |       |  |  |                             |  |  |                           |  |
|                                            |                                  | Edvige del Palatinato-Sulzbach              | Cristiano Augusto del Palatinato-Sulzbach |  |  |       |  |  |                             |  |  |                           |  |
|                                            |                                  | Edvige del Palatinato-Sulzbach              | Amalia di Nassau-Siegen                   |  |  |       |  |  |                             |  |  |                           |  |
|                                            |                                  | Edvige del Palatinato-Sulzbach              |                                           |  |  |       |  |  |                             |  |  |                           |  |